# Herman Eggink
Herman Johan Eggink (Groningen, 3 augustus 1949) is een Nederlands roeier. Hij nam eenmaal deel aan de Olympische Spelen, maar won bij die gelegenheid geen medailles.
In 1972 maakte nam hij op 23-jarige leeftijd deel aan de Olympische Spelen van München. Hij hierbij als roeier deel op het onderdeel acht met stuurman. De Nederlandse boot werden tweede in de eliminaties, vierde in de halve finale en moesten zodoende deelnemen aan de kleine finale (B-finale). In deze finale werden ze derde in 6.23,55 hetgeen goed was voor een negende plaats overall.
In zijn actieve tijd was hij aangesloten bij Groningse studentenroeivereniging Aegir. Hij was medisch student en werd later arts.

## Palmares

### roeien (acht met stuurman)
- 1972: 3e B-finale OS - 6.23,55

Henk Rouwé · 
Jannes Munneke · 
Frank Mulder · 
Hans Huisinga · 
Jan van der Vliet · 
Herman Eggink · 
Bram Tuinzing · 
Pieter Hendrik Offens · 
Rutger Stuffken (stuurman)